# Piula d'esperons del Cap
La piula d'esperons del Cap (Macronyx capensis) és un ocell de la família dels motacíl·lids (Motacillidae).

## Hàbitat i distribució
Habita praderies de l'est de Zimbabwe, extrem sud de Moçambic, Namíbia i Sud-àfrica.